# Tereza Sásková
Tereza Sásková (* 31. ledna 2000 Vimperk) je česká cyklistka jezdící na horském kole (disciplína cross country). V současnosti závodí za tým Česká spořitelna Specialized Junior MTB Team. V roce 2018 se jí podařilo získat stříbrnou medaili na juniorském Mistrovství světa ve švýcarském Lenzerheide a bronzovou medaili na juniorském Mistrovství Evropy v rakouském Grazu. Po Kateřině Nash, Petře Bublové, Tereze Huříkové a Jitce Škarnitzlové se tak stala pátou českou juniorskou medailistkou z MS na horských kolech v historii.

## Sportovní kariéra
Tereza Sásková pochází ze sportovní rodiny – její otec Luděk Sáska, od roku 2011 ředitel lyžařského areálu Zadov, ke sportu přivedl ji i jejího mladšího bratra Jana. Tereza se kromě cyklistiky věnovala závodně také běhu na lyžích,
v roce 2017 však lyžařskou kariéru ukončila, aby se mohla plně věnovat horským kolům.